# Degradacija masnih kiselina
Degradacija masnih kiselina je proces kojim se masne kiseline razlažu u njihove metabolite, i na kraju se formira acetil-KoA, koji je ulazni molekul za ciklus limunske kiseline, glavni izvor snabdevanja energijom kod životinja. Proces se sastoji iz tri glavna koraka:
- Lipoliza i oslobađanje iz adispoznog tkiva
- Aktivacija i transport u mitohondrije
- β-oksidacija

## Lipoliza i oslobađanje
Inicijalno u procesu degradacije, masne kiseline su uskladištene u masnom tkivu (adipocitima). Razlaganje te masti se naziva lipoliza. Produkti lipolize, slobodne masne kiseline, se oslobađaju u krvotok i cirkulišu kroz telo. Tokom razlaganja triacilglicerola u masne kiseline, više od 75% masnih kiseline se konvertuje nazad triacilglicerol, što je prirodni mehanizam konzervacije energije, čak i u slučajevima gladovanja i vežbanja.

## Aktivacija i transport u mitohondrije
Masne kiseline moraju da budu aktivirane pre nego što se mogu preneti u mitohondrije, gde dolazi do oksidacije masnih kiselina. Ovaj proces se odvija u dva stupnja koji su katalizovani enzimom sintetaza masnokiselinskog acil-KoA.

### Formiranje aktivirane tioesterske veze
Enzim prvo katalizuje nukleofilni napad na α-fosfat ATP molekul čime se formira pirofosfat i acilni lanac vezan za AMP. Sledeći korak je formiranje aktivirane tioestarske veze između masnokiselinskog lanca i konezima A.
Balansirana jednačina je:
Ova dvostupna reakcija je slobodno reverzibilna i njen ekvilibrijum leži u blizini 1. Da bi reakcija napredovala, ona mora da bude spregnuta sa reakcijom jake egzergonske hidrolize: enzim neorganska pirofosfataza odvaja pirofosfat sa ATP, nastaju dva fosfatna jona, i konzumira se jedan molekul vode. Neto reakcija je:

### Transport u mitohondrijsku matricu
Unutrašnja mitohondrijska membrana je nepropusna za masne kiseline i specijalizovani karnitinski prenosni sistem obavlja operaciju transporta aktiviranih masnih kiselina iz citozola u mitohondrije.
Nakon aktivacije, acil KoA se transportuju u mitohondrijsku matricu. To se odvija putem serije jednostavnih koraka:
1. Acil KoA se konjuguje sa karnitinom posredstvom karnitin aciltransferaze  (palmitoiltransferaze ) locirane na spoljašnjoj mitohondrijskoj membrani
2. Acil karnitin prenosi na unutrašnju starnu translokaza
3. Acil karnitin (kao što je palmitoilkarnitin) se konvertuje u acil KoA posredstvom karnitin aciltransferaze (palmitoiltransferaze ) locirane na unutrašnjoj mitohondrijskoj membrani. Oslobođeni karnitin se vraća u citozol.

Važno je da se napomene da karnitin aciltransferaze I podleže alosternoj inhibiciji dejstvom malonil-KoA, jednim od intermedijera biosinteze masne kiseline, čime se sprečava bespotrebno cirkulisanje između beta oksidacije i sinteze masnih kiselina.
Mitohondrijska oksidacija masnih kiselina se odvija u tri stupnja:
1. β-oksidacija: konverzija masnih kiselina u dvougljenične acetil KoA jedinice.
2. ulaz acetil KoA u TCA ciklus radi oslobađanja energije.
3. elektronski transportni lanac u mitohondrijama.

## β-oksidacija
β-oksidacija masnih kiselina se odvija u mitohondrijama u pet ponavljajućih koraka:
1. Aktivacija pomoću ATP
2. Oksidacija pomoću FAD,
3. Hidracija,
4. Oksidacija pomoću NAD+,
5. Tioliza,
6. Finalni produkat je acetil-KoA, koji je ulazni molekul za ciklus limunske kiseline.